# Teufelsstein (Görmin)

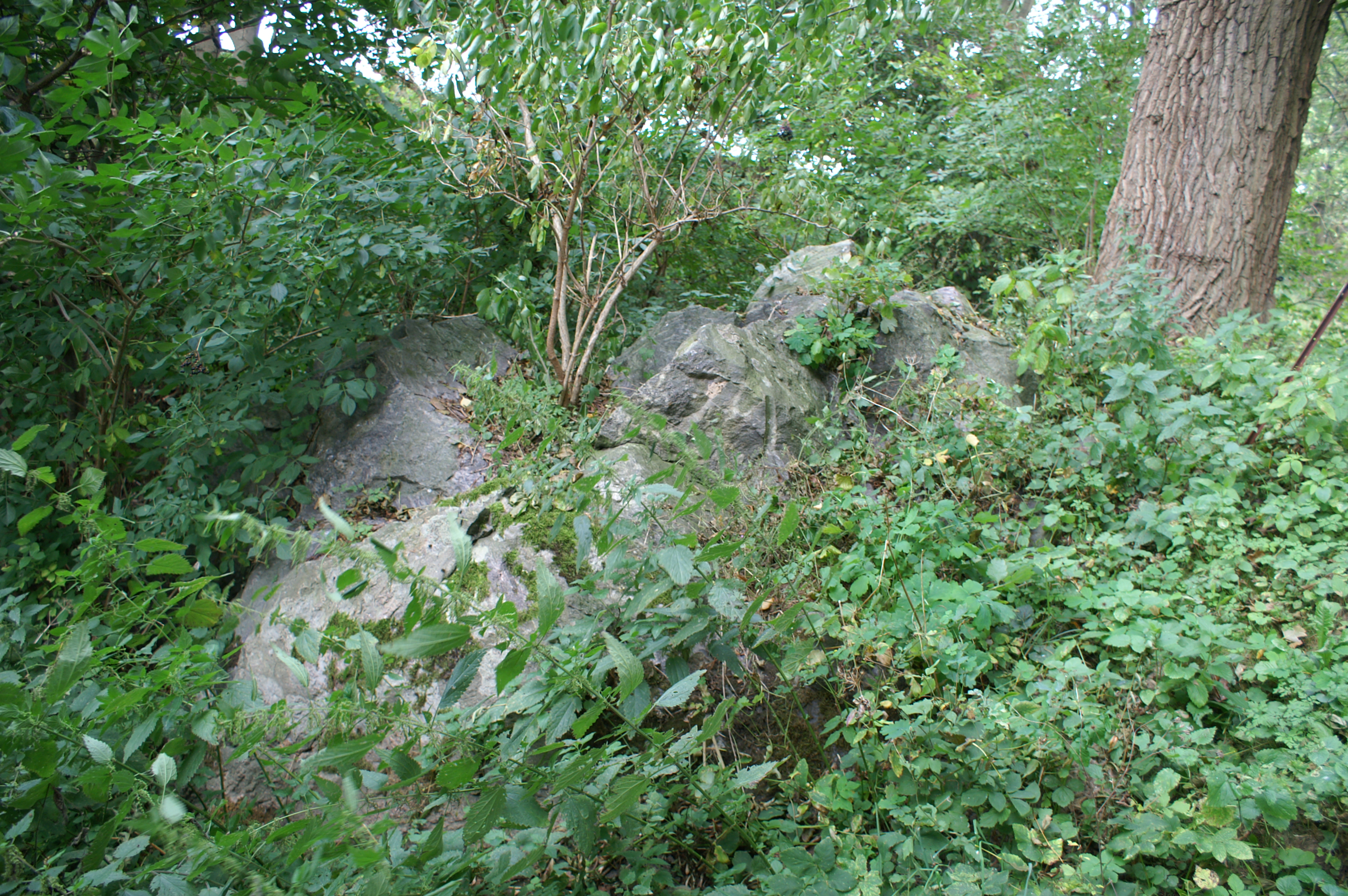
Teufelsstein bei Trissow

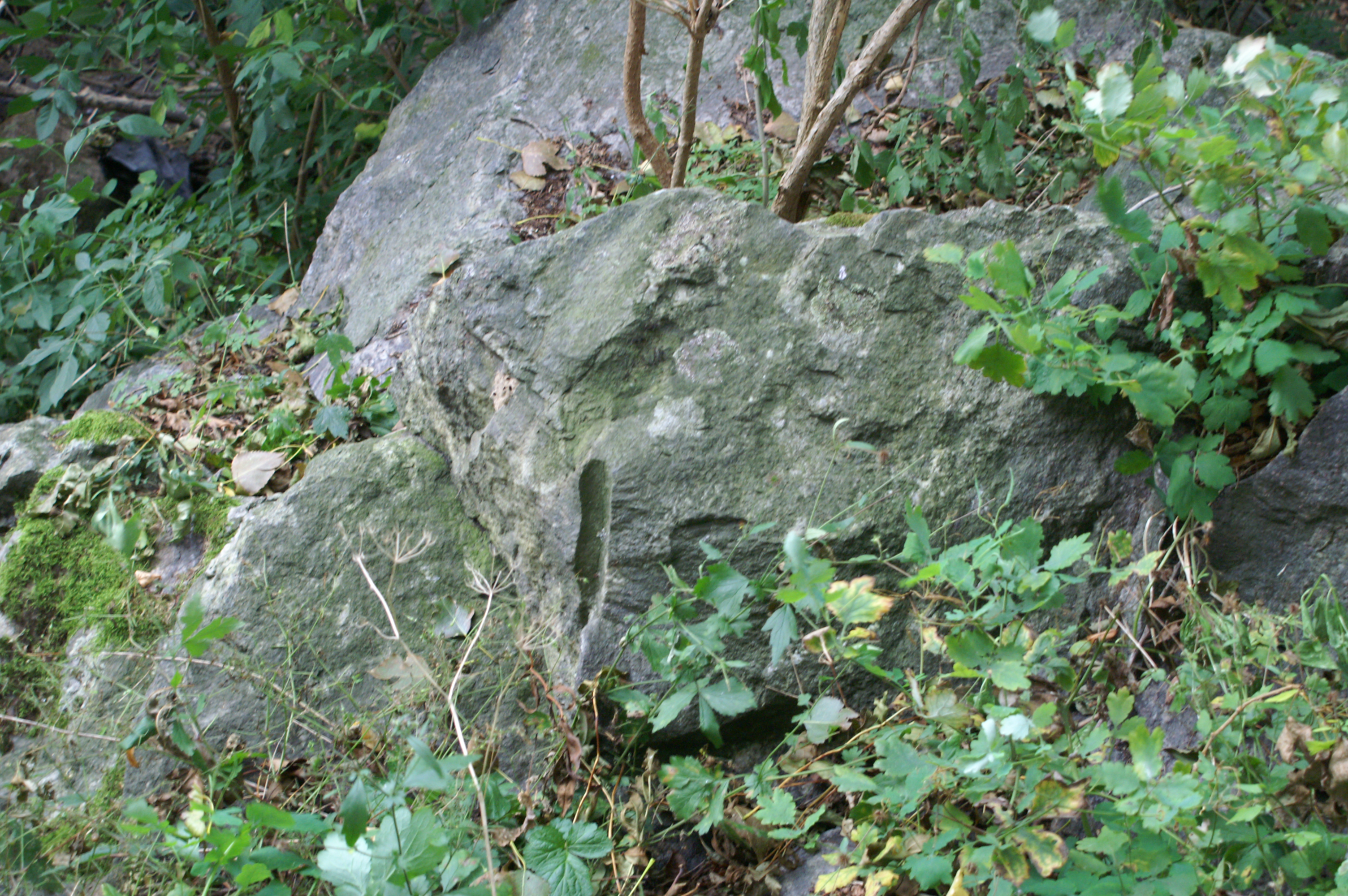
Bohrloch

Der Teufelsstein ist ein Findling, der rund 300 Meter südsüdwestlich des Ortsteils Trissow in der Gemeinde Görmin im Landkreis Vorpommern-Greifswald liegt. Er befindet sich, im Unterholz eingewachsen, am Ostufer eines zur Peene fließenden Baches, am Ende eines alten Mühlendamms. Der Stein ist als Geotop beim Landesamt für Umwelt, Naturschutz und Geologie Mecklenburg-Vorpommern unter der Nummer G2_053 erfasst. Erstmals wurde er 1938 als Naturdenkmal ausgewiesen.
Aus dem Stein sind sieben Blöcke herausgebrochen, die teilweise im Bach liegen. Zwei Bohrlöcher sind zu sehen. Der Stein ist 4,7 m lang, 3,7 m breit und 2,6 m hoch. Das Volumen wird abhängig vom angesetzten Formfaktor mit 23 m3 bis 27 m3 angegeben.
Nach der neuesten petrographischen Analyse handelt es sich bei dem Findling um einen zu den Paragneisen gezählten, granatführenden Cordieritgneis. Weiße Schlieren mit Breiten bis zu 5 cm wurden als Plagioklas bestimmt. Mit hoher Wahrscheinlichkeit stammt der Findling aus der Sörmlandmulde bei Stockholm, wo dieser Gneis (schwedisch Granatådergnejs) großflächig ansteht.
Der Teufelsstein hat seinen Namen nach einer Sage. Angeblich erschlug der Teufel mit dem Stein eine verführerische, in der Gegend Unheil stiftende Müllerin.